# Yvette Nicole Brown
Yvette Nicole Brown, född 12 augusti 1971 i East Cleveland, en förort till Cleveland i Ohio, är en amerikansk skådespelerska, komiker och författare.
Brown är bland annat känd för sina roller som Shirley Bennett i TV-serien Community och Cookie i TV-serien Pound Puppies.

## Filmografi (i urval)
| År        | Titel                          | Info                  |
| --------- | ------------------------------ | --------------------- |
| 2004–2007 | Drake & Josh                   | TV-serie              |
| 2005      | That '70s Show                 | TV-serie, ett avsnitt |
| 2006      | Dreamgirls                     |                       |
| 2007      | Boston Legal                   | TV-serie, två avsnitt |
| 2007      | The Office                     | TV-serie, ett avsnitt |
| 2008      | Tropic Thunder                 |                       |
| 2009      | True Jackson                   | TV-serie, ett avsnitt |
| 2009      | (500) Days of Summer           |                       |
| 2009      | Hundpensionatet                |                       |
| 2009-2015 | Community                      | TV-serie              |
| 2010-2013 | Pound Puppies                  | TV-serie, röst        |
| 2010      | Repo Men                       |                       |
| 2011      | Chuck                          | TV-serie, ett avsnitt |
| 2013      | Talking Dead                   | TV-serie, tre avsnitt |
| 2013      | Percy Jackson och monsterhavet |                       |
| 2015-2017 | The Odd Couple                 | TV-serie              |
| 2021      | Big Shot                       | TV-serie              |
| 2022      | Avförtrollad                   |                       |